# Alejandro Correa (músico)
Alejandro Correa (Buenos Aires, 16 de mayo de 1951) es un músico y compositor argentino, que integró como bajista la formación original de Sui Generis entre 1966 y 1970. Después de la disolución del sexteto original es convocado a principios de 1973 como bajista para el Sui Generis en formato dúo. Participa en los álbumes Confesiones de invierno y Pequeñas anécdotas sobre las instituciones, así como en todas las actuaciones de la banda en 1973 y 1974. Es autor de la música de la canción «Gaby», con letra de Carlos Piegari, incluida en el álbum  Música del alma (1980), de Charly García. El mismo tema también fue grabado por María Rosa Yorio en su primer disco y por el grupo América Libre.

## Biografía
Alejandro Correa nació el 16 de mayo de 1951. De niño estudió sistemáticamente música y guitarra en el Conservatorio Nacional Carlos López Buchardo y entre otros, con James Tobías, Roque de Pedro, Marta Norese y Vicente Elías. Siendo adolescente, en la década de 1960, integra una banda colegial de música beat llamada To Walk Spanish, con Charly García (piano, guitarra y voz),  Juan Bellia (guitarra) y Alberto "Beto" Rodríguez (batería), que se mantuvo entre 1967 y 1968. En 1968, To Walk Spanish se fusionó con la banda The Century Indignation, integrada por Carlos Piegari y Nito Mestre, para formar Sui Generis, que años después se convertiría en una de las bandas emblemáticas del «rock nacional» argentino, estructurada como dúo entre García y Mestre.
Correa en esa época compuso la canción «Gaby», con Carlos Piegari, que Charly García incluyó en el álbum Música del alma (1980). Hacia 1972 Correa comenzó a trabajar como bajista para la banda de música infantil de Pipo Pescador.
Luego de abandonar el Sui Generis original inicia una carrera como cantautor que se interrumpe cuando es convocado por el ahora dúo Sui Generis con quienes graba los álbumes Confesiones de invierno y Pequeñas anécdotas sobre las instituciones. En 1974 el grupo América Libre liderado por Carlos Piegari graba el álbum El país de la verdad, que incluye dos temas (Gaby y No es América) cuyas músicas le pertenecen y cuyas letras son de Piegari. A fines de 1974 deja Sui Generis y organiza el grupo Hincapié (1976 - 1977), como guitarrista y director. Luego  integra el sexteto Melodías de Hollywood (1981 - 1994), como bajista y guitarrista; al trío de jazz Impresiones (1984 - 1986), como bajista y compositor; el quinteto de jazz de Héctor Yomha (1992 en adelante), como bajista; el grupo de tango Hora Cero (1998 - 2010), como bajista y compositor.
Su trabajo discográfico incluye participaciones en los álbumes Confesiones de invierno y Pequeñas anécdotas sobre las instituciones de Sui Generis, el tema "Canción para elegir", con Charly García en los teclados, publicado en el LP Rock para mis amigos Vol.4 (1975), el álbum Introducción del grupo Hincapié; el tema Gaby en el álbum Música del alma de Charly García; el tema En las arenas del circo en el álbum Con los ojos cerrados de María Rosa Yorio.
En 1977 se editó una antología de letras de rock en el que se incluyó el texto de su autoría Canción para elegir.
Es docente en la Escuela de Música Popular de Avellaneda y en el Conservatorio de Música de Gral. San Martín desde 1999. En 2006 Discos Mucha Madera ha reeditado el CD Canciones (grabado en 1978), en 2009 publica un nuevo trabajo Dejar Constancia y en 2015 En orden alfabético por el mismo sello.
Al mismo tiempo integra diversos programas radiales en calidad de columnista y también conductor. Actualmente conduce los programas Jazz en La Lectora de Vinilo y Rock & Arrabal.